# 3123 Дангем
3123 Дангем (3123 Dunham) — астероїд головного поясу, відкритий 30 серпня 1981 року.
Тіссеранів параметр щодо Юпітера — 3,476.